# Historia Żydów w Szydłowcu
Historia Żydów w Szydłowcu – dzieje społeczności wyznania judaistycznego w Szydłowcu od najwcześniejszej wzmianki o Żydach w mieście w XVI w. do 1946 r.
Żydzi szydłowieccy tworzyli wspólnotę sąsiedzką zrzeszoną w obrębie własnej grupy religijno-etnicznej, do końca XVIII w. starannie izolując się od katolickich i ewangelickich mieszkańców miasta. Masowo przybywali do Szydłowca od 2. poł. XVII w. W XIX i 1. poł. XX w. tutejsi Żydzi tworzyli prężną społeczność obywatelską mającą poważny wpływ na decyzje samorządu lokalnego i regionalne stosunki polityczne Radomskiego. Przed II wojną światową mieszkańcy pochodzenia żydowskiego stanowili 76% ludności. Zamieszkiwali głównie północną część miasta – Pragę, Skałkę oraz Stare Miasto. Przyjaznemu sąsiedztwu Polaków i Żydów w Szydłowcu położyła kres dopiero wojna i związana z nią fala antysemityzmu powojennego.
Jednocześnie Żydzi z Szydłowca wywarli znaczący wpływ na lokalną kulturę ludową. Przejawia się on m.in. obraźliwym etnonimem szydłowian: „Cebularze” (gwar. Cybulo(a)rze).

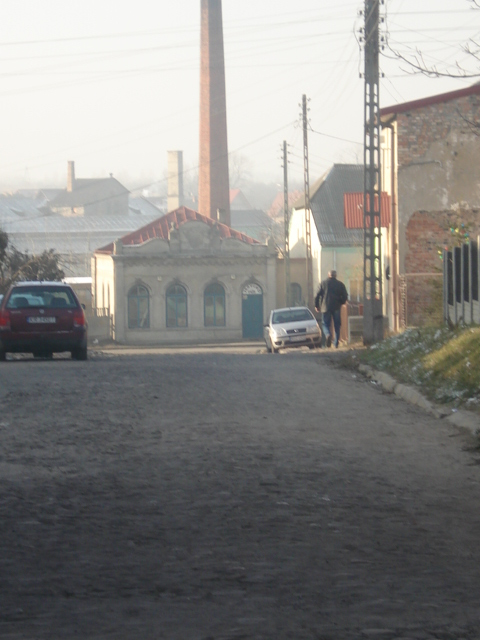
Synagoga Garbarska

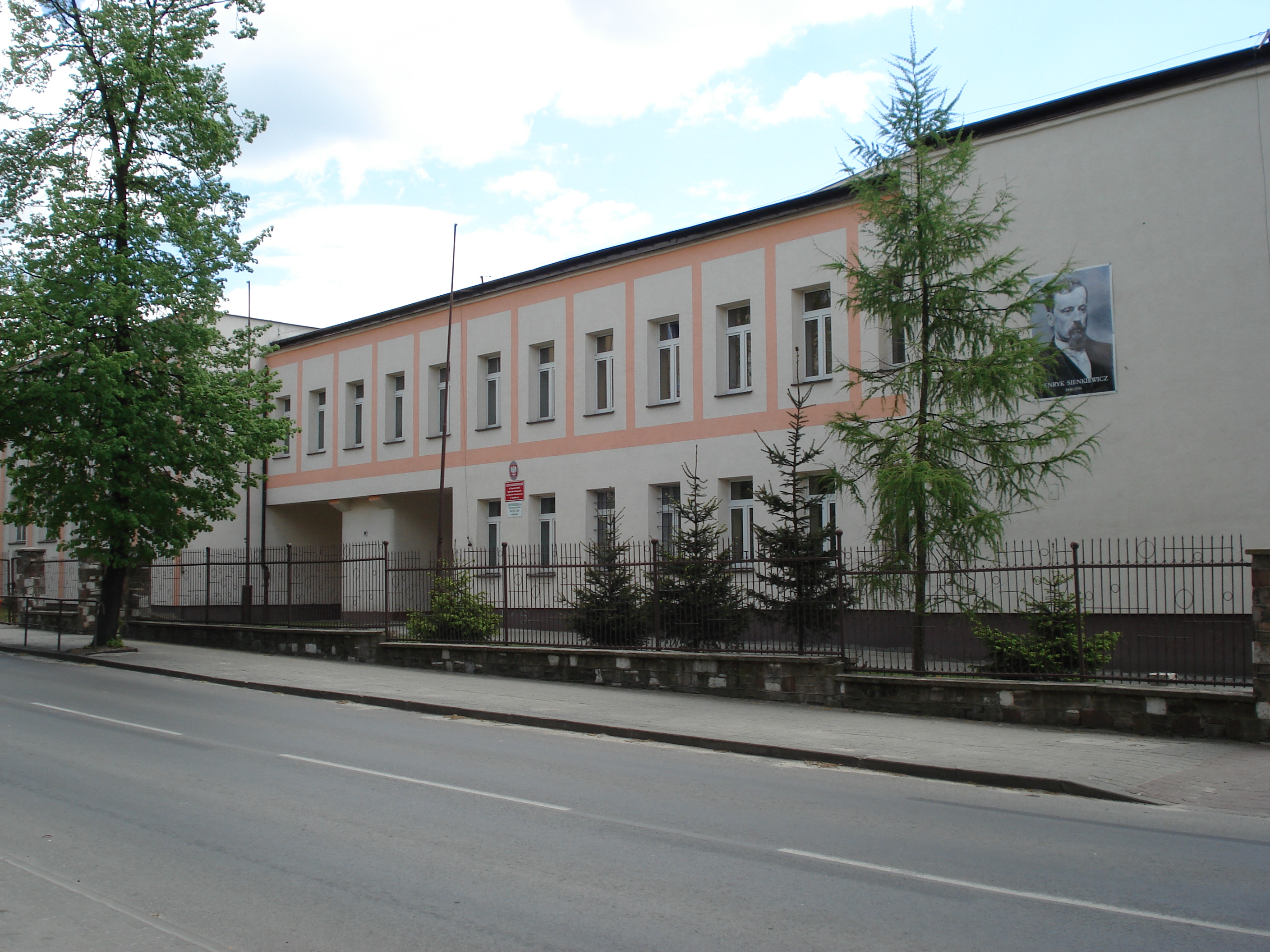
ZSO im. H. Sienkiewicza. W tym miejscu stała Synagoga Główna i był tam kirkut

## Dzieje Żydów

### Rzeczpospolita Obojga Narodów (XVI – XVIII wiek)

#### Osadnictwo
Żydzi w Szydłowcu pojawili się w latach 80. XVI w. Nieliczne wzmianki mimo zachowania się archiwów miejskich świadczą o niewielkim znaczeniu kolonii żydowskiej w mieście do połowy XVII w. Pierwsze zakupy nieruchomości miejskich przez Żydów odnotowane zostały w 1589. Pierwszymi udokumentowanymi szydłowianami wyznania mojżeszowego byli Przasnisz i Abram Sowa.
Istnieją dwie hipotezy masowego napływu ludności żydowskiej do Szydłowca. Pierwszą z nich jest przypuszczenie, że ludność ta przybyła tu z Rusi Czerwonej i Wołynia uciekając przed powstaniem Chmielnickiego. Jest ona jedynie przypuszczeniem, ponieważ autor tej hipotezy nie przytacza żadnych argumentów. Druga z nich przyjmuje, że Żydów szydłowieckich dotyczy przywilej Jana II Kazimierza z 1663 r. i Jana III z 1676. Ta również jest nietrafna, ponieważ podane przywileje dotyczą Szydłowa. Szydłowieckich starozakonnych nie wymieniają rejestry pogłównego z 1672–1676. Masowy napływ Żydów do Szydłowca należy jednak wiązać z Uniwersałem D. M. Radziwiłła z 1696, wydanym z powodu wyludnienia miasta. Właściciel Dóbr Szydłowieckich zapewniał w nim, że w mieście jest pod dostatkiem wolnych domów i działek pod zabudowę, zachęcając tym do zasiedlania się, tym samym gwarantując bezpieczeństwo nowo nabytego majątku. Sprzyjać temu miało potwierdzenie dawnych praw i przywilejów mieszczańskich, zachęcano kupców do odwiedzania jarmarków szydłowieckich i osiedlania się w mieście. Na początku XVIII w. populacja Żydów na terenie Szydłowca musiała być znaczna, skoro sam właściciel miasta, a nie starszyzna żydowska, w 1711 rozpoczął starania o uzyskanie zgody biskupa krakowskiego, K. Łubieńskiego, na wybudowanie bóżnicy, którą ostatecznie wystawiono w tym samym roku, co umożliwiło powstanie gminy wyznaniowej. Liczba Żydów w mieście wzrastała tak dynamicznie, że północna część Szydłowca odtąd nazywana była „miastem żydowskim”. Już w 1716 w mieście mieszkało 20 żydowskich gospodarzy i 25 komorników. W tym roku, jak przyjmuje J. Wijaczka, mieszkało w mieście 270 Żydów.

#### Żydowska Gmina Wyznaniowa
Znaczna część materiałów źródłowych nt. gminy żydowskiej w Szydłowcu w XVIII w. nie dotrwała naszych czasów. Podstawą prawną do zorganizowania i działalności kahału było zezwolenie określane jako żydowski przywilej lokacyjny. Umożliwiał on założenie bożnicy i cmentarza oraz powołanie odpowiednich instytucji gminnych. W związku z zakazem korzystania przez żydów z łaźni publicznych, musieli oni wybudować własną. Na czele gminy stał zarząd, który wraz z podległymi mu instytucjami, zarządzał kahałem i reprezentował go w kontaktach między- i pozagminnych. Szydłowiecka gmina zaliczała się do tych średniej wielkości, zatrudniała od 10 do 15 osób. Według Anatola Leszczyńskiego już w 1717 r. szydłowiecka gmina żydowska zaliczana była do gmin I kategorii w ziemstwie Małopolski.
W 1787 r. Gmina Żydowska obejmowała następujące miasta: Szydłowiec, Jastrząb, Skrzynno, Wierzbicę, Zygmuntów i Wąchock oraz 59 osad wiejskich w powiecie radomskim, 6 w opoczyńskim i 2 w sandomierskim.

#### Relacje między żydami a chrześcijanami
Od połowy XVIII w. Żydzi w Szydłowcu odgrywali coraz znaczniejszą rolę. Faktem jest, że jeden z Żydów, Gerszon Salmonowicz, pozyskał w latach 1726–1727 dzierżawę dochodów miejskich. Następnym ze współdzierżawców był Mosiek Dawidowicz.
Wraz z rozwojem populacji Żydów zaczęło dochodzić do konfliktów między katolikami a coraz liczniej napływającymi do miasta judaistami. Były to konflikty głównie natury gospodarczej. Gmina Żydowska, czując się pokrzywdzoną, złożyła notę na ręce właściciela miasta, wyliczając w niej swoje skargi. Po jej przeczytaniu książę Leon Michał Radziwiłł doszedł do wniosku, że synagoga szydłowiecka, jak i miasto samo mogłoby przyjść do ostatniej zguby. W związku z tym 5 września 1741 r. wydał dekret, w którym uregulował sporne kwestie. Stwierdzał w nim m.in., że ponieważ żydzi nie jeżdżą do lasu po drewno, lecz kupują je w mieście, więc żadnym by leśnym nie powinni [podlegać] składkom. Tylko w dawnej od atentatów moich uniwersał pociąga ich do tej powinności, więc ja lubo anichiluję owies i kury, jednakże ustanawiam, ażeby miastu katolickiemu rok w rok wypłacili zł polskich 100 bez rzadnej czasu prolongacyi.
Książę starał się również zapobiegać aktom antyżydowskim. Do takich zdarzeń dochodziło najczęściej podczas procesji wielkoczwartkowej, kiedy to „uczestnicy” tych procesji zajmowali się rozbojami na majątku żydowskim i samych żydach. Dlatego właściciel miasta nakazał radzie wystawianie na czas procesji wartę nie dopuszczając tym do rozruchów. Również gubernator hrabstwa zobowiązany został do wystawienia garnizonu zamkowego w celu łapania sprawców przestępstw. Do przestrzegania postanowień dekretu zobowiązani zostali zarówno chrześcijanie, jak i judaiści. Nieprzestrzeganie go groziło grzywną w wysokości 200 grzywien, a niepoddanie się tej karze groziło dwoma tygodniami więzienia i dodatkowo 400 grzywien kary.

#### Gospodarka żydowska
Struktura zawodowa Żydów z Szydłowca znana jest dopiero od lat 80. XVIII w. W 1787 r. najwięcej Żydów pracowało w branży odzieżowej (krawcy, czapnicy). Struktura zatrudnienia przedstawiała się następująco:
1. krawcy (22%)
2. czapnicy (12%)
3. komornicy (10%)
4. cymbaliści (8%)
5. kramarze (7%)
6. służba (7%)
7. rzeźnicy (5%)
8. arendarze (3%)
9. cyrulicy (3%)
10. piekarze (3%)
11. złotnicy (3%)
12. inni (17%)

- krawiec – 13
- czapnik – 7
- komornik – 6
- cymbalista – 5
- kramarz – 4
- służba – 4
- rzeźnik – 3
- arendarz – 2
- cyrulik – 2
- piekarz – 2
- złotnik – 2
- furman – 1
- szynkarz – 1
- destylator – 1
- faktor – 1
- introligator – 1
- kupiec – 1
- żelaźnik – 1
- szkolnik – 1
- szpitalnik – 1

Wraz ze wzrostem liczby ludności żydowskiej wzrastała jej rola w handlu Szydłowca i województwa sandomierskiego. Potwierdzają to rejestry komór celnych z tego terenu z lat 60. XVIII w. Przez komory celne w Opocznie, Solcu i Zwoleniu kupcy szydłowieccy handlowali takimi materiałami jak: żelazo, skóry, miód, rogi i artykuły żelazne. Bardzo rozległe kontakty handlowe (Bydgoszcz, Gdańsk), jak i jakość towarów pozwalały na przeznaczenie ich na rynek zarówno ogólnokrajowy, jak i zagraniczny.

### Polska kongresowa (1815-1914)
| Ludność żydowska Szydłowca w latach 1819–1913                                                                   |        |         |
| rok | Liczba | % ogółu |
| 1819 | 1477   | 62,2%   |
| 1825 | 1816   | 63,6%   |
| 1827 | 2049   | 64,8%   |
| 1857 | 2780   | 73,2%   |
| 1860 | 2969   | 74,4%   |
| 1862 | 2961   | 73,6%   |
| 1897 | 5298   | 71,3%   |
| 1906 | 6244   | 75,6%   |
| 1913 | 8563   | 78,2%   |
| źródło: Adam Penkalla, Żydzi szydłowieccy w latach 1915–1914. Próba charakterystyki w Żydzi Szydłowieccy, s. 52 |        |         |

#### Obszar zamieszkania

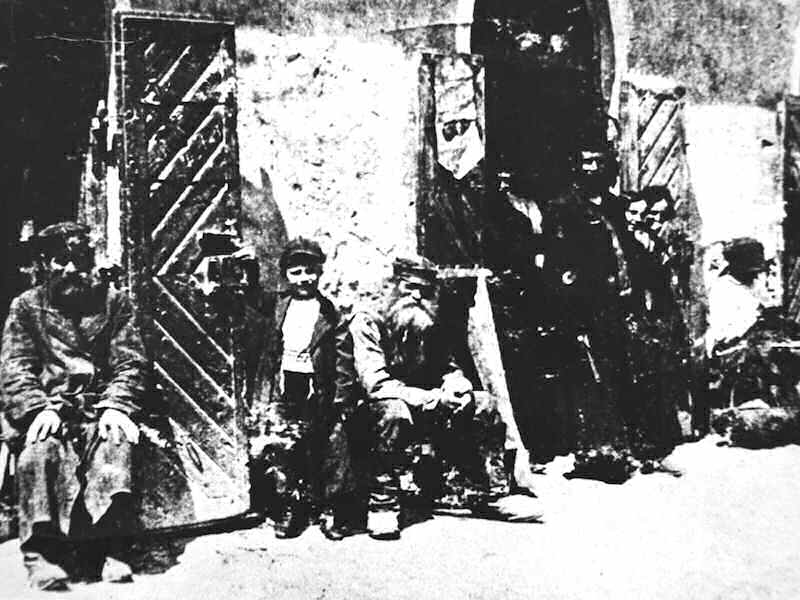
Mieszkańcy Rynku Żydowskiego

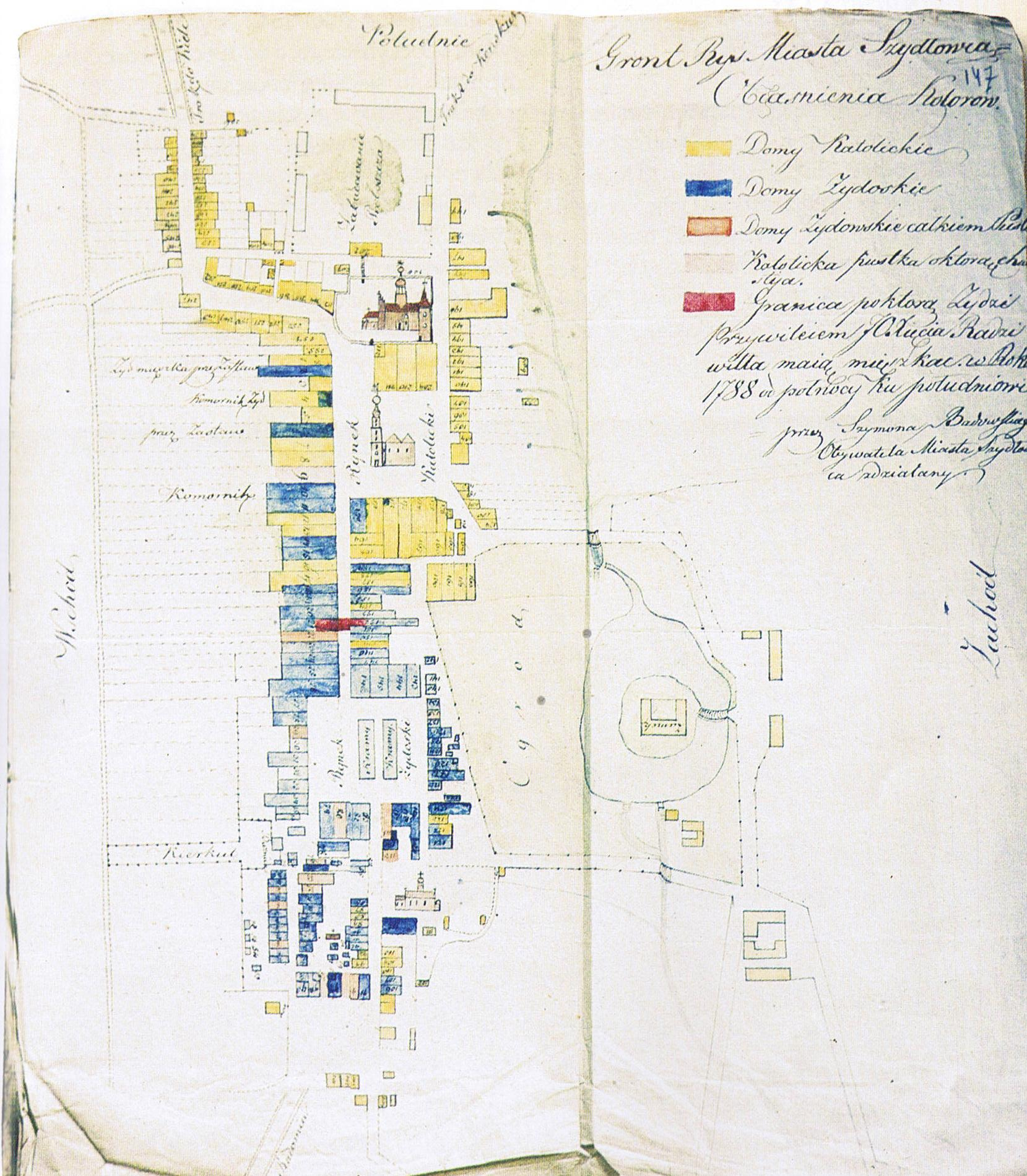
Mapa Szydłowca z 1820 r.; kolorem niebieskim oznaczono domy zamieszkane przez Żydów, a czerwonym granicę dzielnicy żydowskiej z katolicką

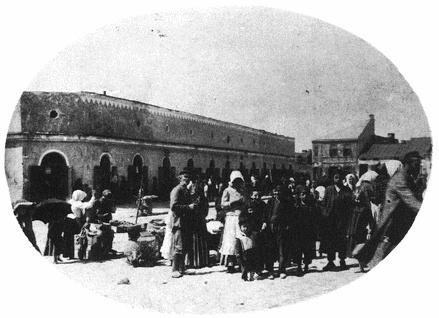
Jatki na Rynku Żydowskim (1914 r.)

Szydłowiec od XVI w. dzielił się na dwie dzielnice Miasto Katolickie i Miasto Żydowskie. To drugie obejmowało tereny wokół Rynku Skałecznego. Taki stan rzeczy istniał do 1862 r., a jego początki prawne sięgają 28 lipca 1788 r., gdy książę Mikołaj Radziwiłł wydał przywilej dla Szydłowca. Zaznaczono w nim, aby Żydzi pod żadnym pozorem cisnąć, ani lokować się nie ważyli w rejonie przeznaczonym dla katolików.
Na początku XIX w. prawo to zostało złamane. Żydzi zasiedlili kilka domów przy Rynku Wielkim. Wywołało to protest mieszkańców katolickich, którzy domagali się powrotu stanu sprzed zasiedlenia. Zatrudniany przez właścicielkę miasta sędzia Sądu Pokoju, Filip Piegłowski, powołując się na przywilej z 1788 r. nakazał komisji wojewódzkiej wysiedlenie Żydów z Rynku, co miało miejsce 19 lipca 1820 r. Wtedy to, z inicjatywy mieszczan katolickich, Szymon Badowski wykonał plan miasta zaznaczając na nim obiekty użytkowności publicznej (w tym po raz pierwszy należące do gminy żydowskiej), a ponadto również granicę określona w przywileju Mikołaja Radziwiłła.
Z pomiarów geodezyjnych wykonanych w latach 1825–1826 wynika, że Szydłowiec w tym czasie obejmował powierzchnię 66 mórg i 29 prętów (w tym grunty żydowskie stanowiło 14 mórg i 105 prętów) W tym czasie Żydzi mieszkali w obrębie ulic: Ciasnej, Długiej, Radomskiej, Żydowskiej oraz wokół Rynku Skałecznego.
Sprawa nielegalnego pobytu Żydów na terenie prawnie im zabronionym powróciła w 1841 r. Złożona została wtedy skarga na burmistrza miasta Teodora Bacciarellego. Zarzucano mu w niej niepodejmowanie żadnych działań wobec łamiących prawo, mimo iż wiedział o tych faktach.
W 1860 r. przeprowadzono w mieście spis ludności, który wykazał, że Żydzi zasiedli już nową ulicę Zgniłą. W tym czasie w Rynku Katolickim mieszkał tylko jeden Żyd. Stan ten utrzymał się do 1862 r., kiedy to przywilej nadany przez Radziwiłłów przestał obowiązywać, ponieważ car zniósł ograniczenia mobilności Żydów. Świadczy to, że mieszkańcy Szydłowca, zwłaszcza katolicy, przestrzegali tego zakazu, co nie było tak częstym zjawiskiem w tym czasie w Królestwie.

#### Gmina wyznaniowa i życie religijne

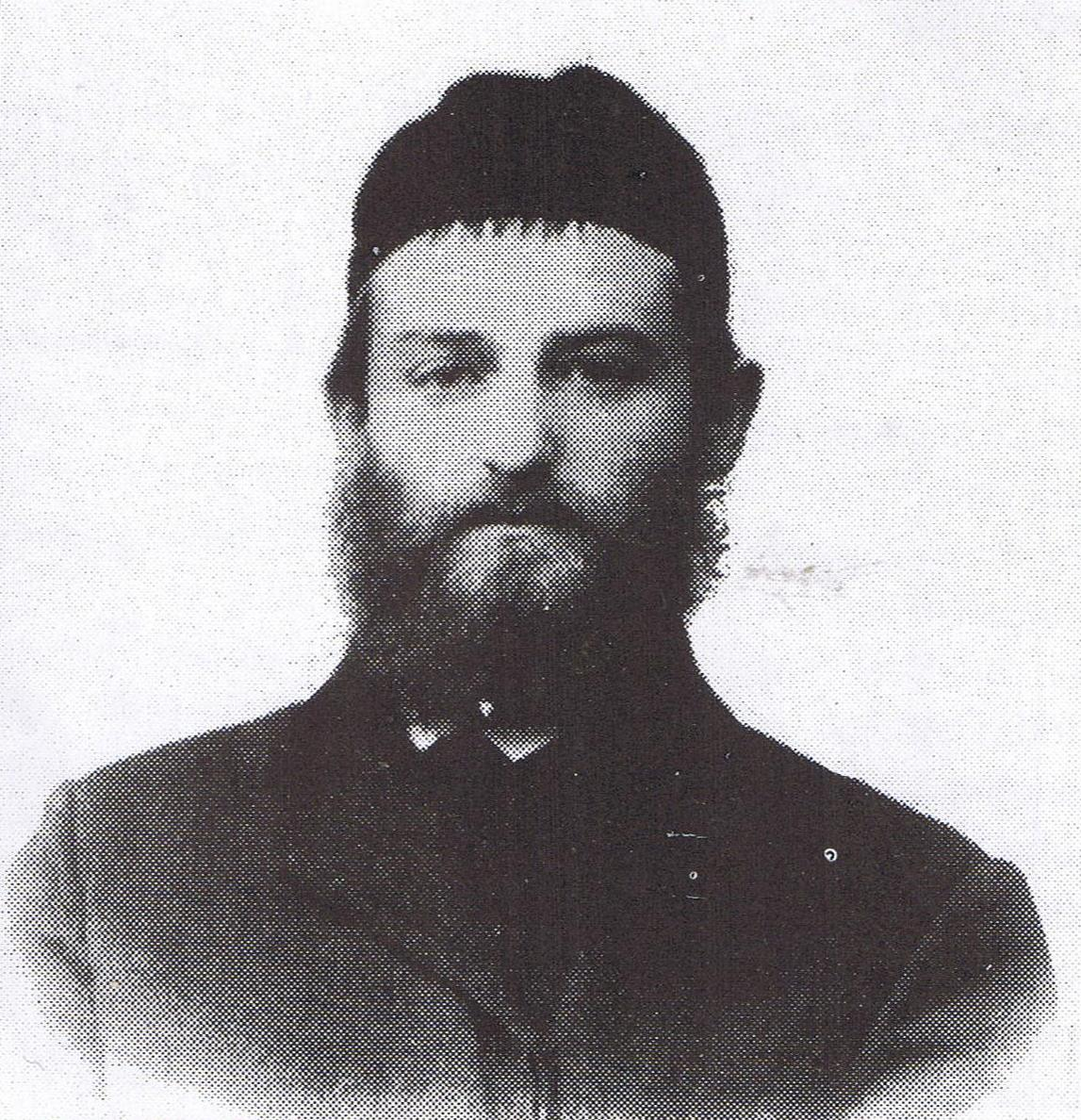
Rubin Rabinowicz – rabin Szydłowca

W tym okresie szydłowiecka gmina była jedną z największych w guberni radomskiej. Po części było to spowodowane ograniczeniem mobilności terytorialnej. Aż do 1861 r. do szydłowieckiej gminy należały miejscowości: Bliżyn, Bodzentyn, Broniew, Chlewiska, Chustki, Długosz, Dąbrowa, Kamienna, Psary, Suchedniów, Śniadków, Tarczek, Wąchock, Wola Korzeniowska, Wygoda, Wymysłów i Wzdół. W 1862 r. obszar gminy wyznaniowej zmniejszył się, ze względu na powstałe nowe gminy w Bodzentynie, Kamiennej i Wąchocku. Gmina oprócz synagogi posiadała również: cheder, mykwę, szkołę bóżniczą i dwa cmentarze. Stan ten nie zmienił się do wybuchu I wojny światowej. Wskazuje to na jej niezależność.
W tym okresie gmina zatrudniała: rabina, podrabina, nauczyciela chederu, kasjera, pisarza dozoru bóżniczego i rachmistrza. Na trzech ostatnich stanowiskach obsadzeni byli zapewne Polacy, tak jak w innych gminach guberni. Wynikało to z konieczności znajomości prawa, jak i posługiwania się językiem polskim i rosyjskim.
W tym czasie jedynym środkiem pozyskiwania funduszy gminy były coroczne, obowiązkowe składki. Z tych środków nie tylko utrzymywano własność gminy i opłacano jej pracowników, ale również prowadzono działalność charytatywną. Była to pomoc najuboższym członkom gminy. Zapomogi w owym okresie nigdy nie były niższe jak 250 rubli na rodzinę.
W 1878 r. gmina wyremontowała Łaźnię. W 1887 r. architekt Ruszkowicz wykonał plany budowy chedru i nowej, murowanej bóżnicy. Plan zakładał postawienie budynków o łącznej wartości niemal 7138 srebrnych rubli. Planów budowy jednak nie zrealizowano, wystawiając skromniejszą synagogę. W 1904 r. budynek bóżnicy spłonął, a na jej miejscu zbudowano nową według planów Ruszkowicza. Ostatnią inwestycją gminy przed wybuchem wojny (1911 r.) było umieszczenie w pobliżu bóżnicy sanitariatów.
W XIX w. zdarzały się pojedyncze przypadki wyjść poza wspólnotę gminy. Na podstawie treści nagrobnych badacze wnioskują przywiązanie do tradycji tutejszej społeczności. W Szydłowcu odnotowano trzy próby przejścia z judaizmu na katolicyzm. Dwa przypadki zakończyły się zrezygnowaniem z przystąpienia do chrztu. Trzeci okazał się tak złożony i trudny dla władz gubernialnych, że objęty został klauzulą tajności.

#### Początki aktywności społecznej Żydów
Działalność społeczna Żydów w Szydłowcu poza religijną zamykała się w działalności partyjnej, politycznej. Wydarzenia rewolucyjne 1905–1907 w Królestwie Polskim aktywizowały wiele warstw społecznych zarówno Polaków, jak i Żydów. Nie ominęły one również Szydłowca. Z racji zasięgu i charakteru był to znaczący fakt w mieście. Z akt śledczych Radomskiego Gubernialnego Zarządu Żandarmerii wynika, że istniały tu komórki Polskiej Partii Socjalistycznej i Bundu, do którego należeli wyłącznie Żydzi. Druga frakcja utrzymywała bliskie kontakty z innymi komórkami partii socjalistycznych w regionie, a szczególnie z radomskimi.
Szydłowieccy zwolennicy Bundu prowadzili wśród współmieszkańców akcje agitacyjną. W latach 1905–1906 wprowadzili bojkot towarów wśród miejscowych kupców żydowskich, także pod groźbą użycia siły. Z tego tytułu szydłowiecki Bund zgromadził fundusze na swoją działalność. W ostudzeniu nastrojów, zwłaszcza wśród Żydów, interweniował ówczesny rabin – Rubin Rabinowicz. Jednak jego apele nie odniosły skutku. Aktywnymi członkami Bundu w Szydłowcu było wtedy ok. 60–90 osób i jak można przypuszczać większość uczestniczyła w tym procederze. W latach 1909–1910 przeprowadzono w tej sprawie proces sądowy, który objął 24 osoby w wieku od 16 do 25 lat. Wyłonił on braci Mordkę i Szlamę Tanenbaumów jako organizatorów całego przedsięwzięcia. Część oskarżonych skazano na więzienie lub zesłanie na Syberię. Najmłodszych zwolniono oddając pod nadzór rodzicielski, lub uznano za niewinnych.
Po wydarzeniach rewolucyjnych Bund w Szydłowcu działał nadal – nielegalnie. W 1909 r. osadzono w radomskim więzieniu 21 członków tej partii.
W mieście nie brakowało również innych form działalności. Lokalny PPS kolportował gazetę „„Robotnik””. W 1906 r. skonfiskowano 16 egzemplarzy tego czasopisma.

### Okres międzywojenny (1918–1939)
| Ludność żydowska Szydłowca w latach 1918–1939 |        |         |
| rok                                           | Liczba | % ogółu |
| 1921                                          | 5501   | 76,1%   |
| 1925                                          | 5502   | 66%     |
| 1939                                          | 6976   | 67,3%   |

W tym czasie Szydłowiec był miastem zdominowanym przez ludność żydowską. Według pierwszego, polskiego spisu ludności z 1921 r. w mieście było 5501 Żydów, co stanowiło 76,1% ogółu ludności. W 1925 r., gdy Szydłowiec powiększył się o kilka nowych dzielnic (wcześniej wsi), odsetek ludności żydowskiej spadł. Pod koniec tego okresu procentowy udział Żydów w mieście zmniejszył się o prawie 9%, ale liczba Żydów wzrosła. Tak więc w 1939 r. ich liczba wynosiła 6976 osób (67,3%). W całym tym okresie zamieszkiwali głównie w rejonie Pragi i Rynku Wielkiego.
W tym okresie była to ludność średniozamożna i biedna, pracująca głównie w usługach i zakładach garbarskich. Na ogół byli to ludzie przywiązani do gminy wyznaniowej i swojej kultury, jednak dość duże, jak na małomiasteczkowe realia, powodzenie wśród Żydów miały środowiska niereligijne.
Żydzi stanowili w tym okresie tak liczną i istotną grupę społeczną, że miasto było nazywane przez szydłowian i okolicznych mieszkańców nazwą „Żydowiec”.

#### Gospodarka, zatrudnienie i sytuacja ekonomiczna

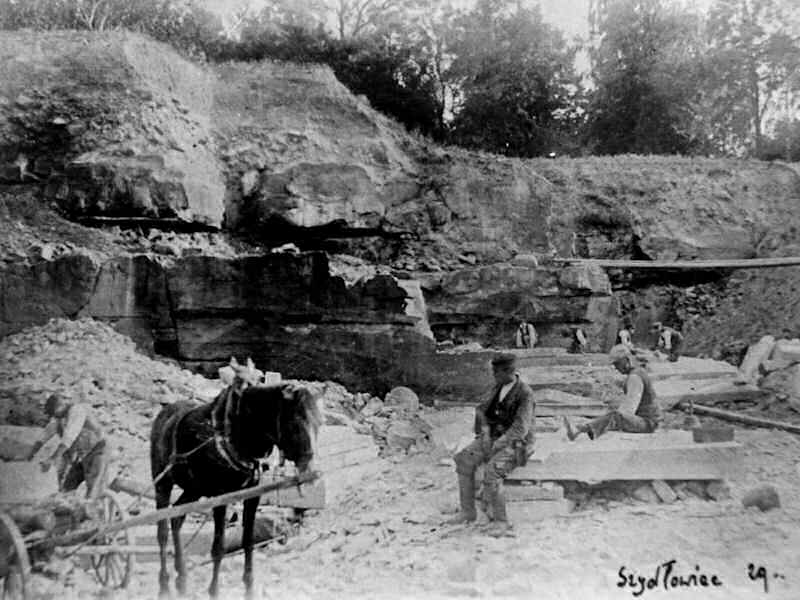
Kamieniołom Katza

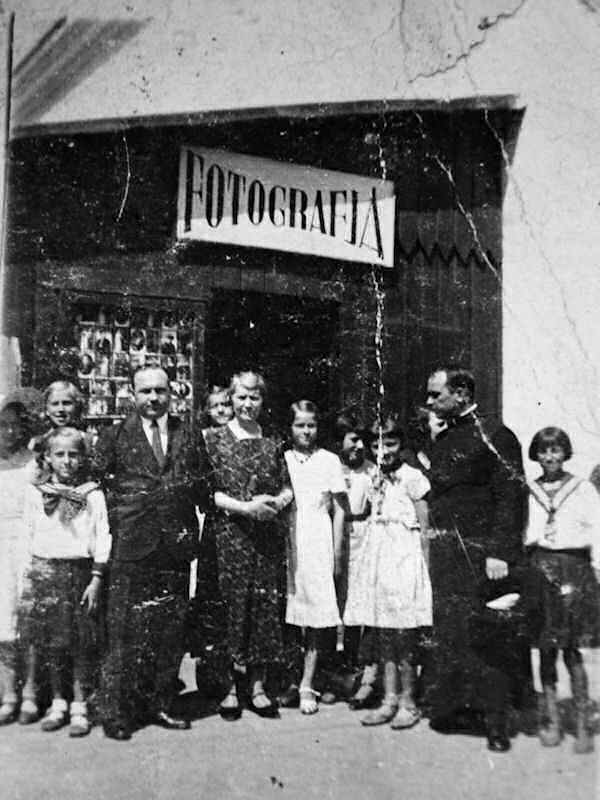
Zakład fotograficzny przy ul. Ogrodowej

Ze względu na brak danych trudno jest ustalić dokładną strukturę zawodową. Dopiero od 1931 istnieją ogólne informacji nt. zatrudnienia. 48% ogółu ludności pracowało w zakładach przemysłu drobnego, w handlu 17,1%, w innych zakładach usługowych 13,9%, w rolnictwie 5,5%, w instytucjach państwowych (służba publiczna, oświata, kultura, opieka medyczna) pracowało 7,6%, 5,3% stanowiły zawody nieokreślone, a 2,7% ludności było bezrobotnych. Ogromna większość judaistów trudniła się rzemiosłem i handlem.
Rzemieślnicy narodowości żydowskiej albo sami zakładali swoje małe, rodzinne warsztaty, albo zatrudniali się u innych Żydów. Działo się to dlatego, że ogromna większość niewykształconych Żydów w Szydłowcu mówiła biegle jedynie w jidysz, którym to językiem posługiwali się wszyscy judaiści bez większego problemu. Szczególnie liczne reprezentacje żydowskich rzemieślników były w branży skórzanej, włókienniczej i tzw. usługach osobistych. Zajmowali się oni głównie czapnictwem, kamasznictwem, krawiectwem, piekarstwem, rzeźnictwem i szewstwem. Ponad 60% rzemieślników powiatu koneckiego było krawcami i szewcami. Na tak jednostronną strukturę rzemieślniczą duży wpływ miały też przepisy rytualne, sprzyjające jednym, a hamujące rozwój innych branż. Np. zakaz noszenia przez Żydów określonej odzieży wpłynął na rozwój krawiectwa, a zakaz jedzenia wieprzowiny ograniczył wędliniarstwo do minimum. Produkty wytwarzane przez szydłowieckich rzemieślników (którzy niemal w całości byli Żydami), służyła zaspokojeniu podstawowych potrzeb miejscowej ludności. Dlatego produkcja została nastawiona na wytwarzanie środków konsumpcyjnych. Prawie wcale nie było zakładów wytwarzających artykuły luksusowe, tj. biżuteria czy fotografia. W mieście istniały dwa zakłady zegarmistrzowskie i jeden fotograficzny. Większość towarów była naprawdę dobrej jakości. Dużą renomą cieszyli się szydłowieccy rzemieślnicy pochodzenia żydowskiego. Zainteresowanie ich towarami nie osłabło nawet w czasie głębokiego kryzysu. Mimo to sytuacja finansowa wielu rzemieślników (zwłaszcza krawców i szewców) była trudna. Było to spowodowane, wspomnianą już, wysoką konkurencją w tych dziedzinach. Rzemieślnicy ci musieli często ograniczać się do napraw i przeróbek oraz często i intensywnie zabiegać o klienta. Jeden ze świadków opisuje to zjawisko tak:W sklepie kupowało się towar, a w dzień jarmarczny koło sklepów kręcili się krawcy, pilnowali żeby u nich szyć [...]. Biedni krawcy żydowscy chodzili od wsi do wsi w poszukiwaniu zamówień, które wykonywali na miejscu, w chacie klienta.
Nie ma danych nt. ilości żydowskich placówek handlowych w Szydłowcu. Z badań przeprowadzonych w 1933 r. przez Biuro Ekonomiczno-Statystyczne Cekabe wynika, że ponad 80% placówek handlowych w małych miastach województwa kieleckiego należało do ludności żydowskiej.
Handel był zdominowany przez sklepy wielobranżowe. Były to nieduże, przydomowe sklepy, w których pracował właściciel i jego rodzina. W tych sklepach można było kupić tzw. smar, mydło i powidło. Najczęściej były to sklepy z artykułami pierwszej potrzeby, czy przy zakładach rzemieślniczych. Stosunkowo niewiele było wyspecjalizowanych sklepów branżowych. W Szydłowcu były to:
- delikatesy – Chęcińskiego, Goldfarba, Griczmana, Chorowicza
- spożywcze – Birencwajga, Cukiermana, Finkielsztajna, Kondelcukiera, Liebermana, Nisenbauma, Rozenberga, Sztajermana
- konfekcyjne – Blimbauma, Brojfmana, Cukiera, Erlicha, Gerszsonowicza, Kapfmana, Rozenbauma, Rozencwajga, Sztrowajca, Zylbermana,
- żelazny – Blajchmana, Branbmessera, Rozenbauma
- księgarnie – Kupermana, Rozenberga, Zylbersztejna
- restauracje – Cukiera, Erlicha, Judmana, Sztajmana
- herbaciarnie – Dymanta, Erlicha, Kufmana, Rabinowicza

Oczywiście handlem nie zajmowali się wyłącznie sklepikarze. Szczególnie uciążliwi dla nich byli domokrążcy i uliczni handlarze. Zjawisko to istniało zawsze, ale większe jego nasilenie obserwuje się w latach wielkiego kryzysu. Kupcy ci oferowali towary tańsze, choć nie zawsze gorszej jakości. Były one przeznaczone dla najuboższej klienteli. Dlatego najczęściej można ich było spotkać w dni targowe. Handel ten był przejawem ubóstwa szerokiej rzeszy sprzedawców. Jeden z badaczy gospodarki żydowskiej w międzywojniu stwierdził, że pauperyzacja stanu kupieckiego została doprowadzona do absurdu. W tej sytuacji duża część kupców nie miała pieniędzy na wykup świadectwa przemysłowego uprawniającego wykonywanie zawodu i musiała korzystać z pomocy socjalnej. Organizacje żydowskie (zwłaszcza kasy bezprocentowe) wydawały zapomogi na ten cel, co obejmowało znaczną część kupiectwa.

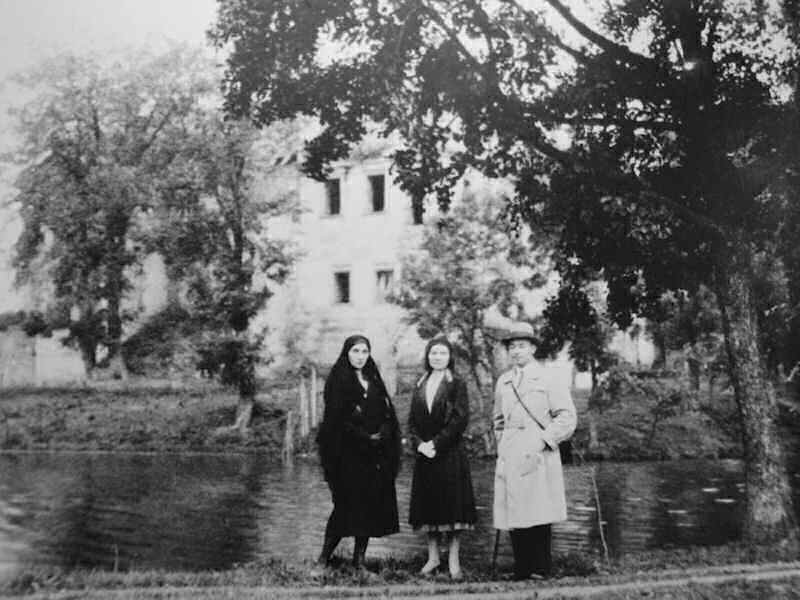
Żydowska rodzina burżuazyjna Eisenbergów

Pozostałe warstwy były nieliczne. Miasto nie było bardzo uprzemysłowione. W większości zakładów pracowali głównie Polacy. Ze względu na niskie uprzemysłowienie nie wykształciła się liczna burżuazja. Wśród Żydów należały do niej rodziny: Brandmeserów, Dymentów, Engiermanów, Goldbergów, Katzów, Krakowskich, Kupermanów, Mansklejdów, Merynów, Pinkiertów, Redlichów, Singerów i Zolbergów. Byli właścicielami fabryk, kamieniołomów, kamienic i banków.
Składki na rzecz gminy wyznaniowej oraz jej program pomocy osobom ubogim dość wyraźnie obrazuje sytuację ekonomiczną Żydów w tym okresie. Niemal wszyscy judaiści zrzeszeni w gminie mieli obowiązek uiszczania opłat na jej konto. Zwolnieni z tego obowiązku byli jedynie najubożsi. Wszystkich płatników traktowano tak samo – mieli obowiązek co miesiąc zapłacić 10% podatku dochodowego. Według danych z 1927 r. do opłacania składki gminnej zobowiązanych było 1105 osób, a 65 zostało zwolnionych z tego obowiązku. Spośród 1105 płatników 903 opłacało składkę niższą (1–5 zł), 157 osób opłacało od 5 do 25 zł, 21 – od 25 do 50, 10 – od 50 do 100, 3 – od 100 do 300 i jeden płatnik opłacał składkę w wysokości 500 zł. Regina Renz założyła, że ubodzy Żydzi płacili składkę do 5 zł, średniozamożni 5–25 zł, zamożni 25–50 zł, a najbogatsi powyżej 50 zł. Na podstawie tych założeń okazuje się, że w Szydłowcu w latach 20. XX w. aż 81,7% Żydów było w stanie ubóstwa, 14,2% był średniozamożnych, a tylko znikomy odsetek (4,1%) należał do bogatych.

#### Życie rodzinne i edukacja

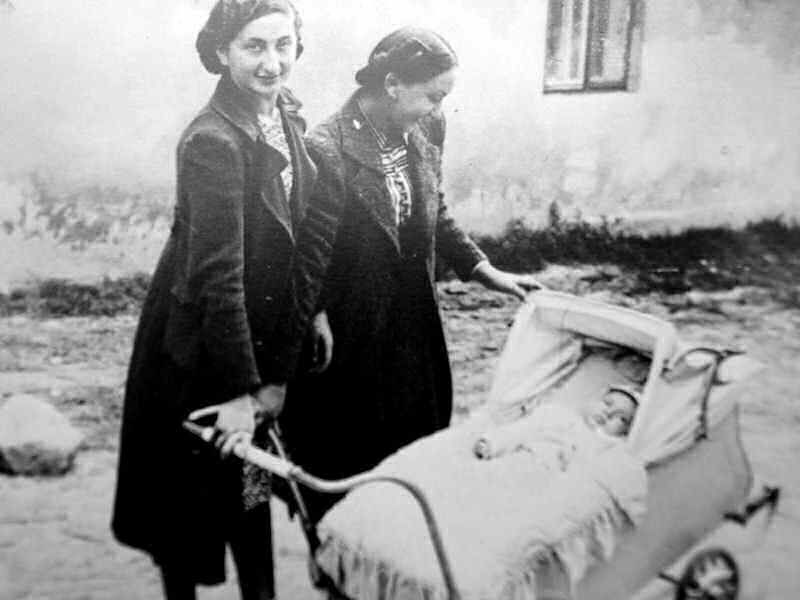
Kobiety żydowskie z dzieckiem na ulicy Szydłowca

W środowisku małomiasteczkowym, jakim bez wątpienia był Szydłowiec, obowiązywał tradycyjny model rodziny. Obowiązkiem i honorem każdego Żyda było ożenić się i być ojcem, a każdej Żydówki wyjść za mąż i być matką. Na podstawie księgowości Żydowskiej Gminy Wyznaniowej w Szydłowcu należy wnioskować, że przeciętna żydowska rodzina w Szydłowcu składała się z pięciu osób (np. w 1928 r. na ok. 6100 członków gminy w wykazie płatników figurowało 1184 osoby). W społeczności tej, zwłaszcza wśród chasydów, brak potomstwa oznaczał brak Bożego błogosławieństwa. Przeważał również pogląd o wyjściu za mąż jako najważniejszego obowiązku kobiety. Przy okazji rodzinnych uroczystości życzono rodzicom rychłego wyjścia za mąż córek.
Prawo religijne miało wielki wpływ na życie rodzinne Żydów. Od narodzin do śmierci rytuał uświęcał każdy moment ich życia. Tradycja nakazywała, aby dzieci wychowywać w szacunku do rodziców, starszych i uczonych. Już żydowska modlitwa poranna przeznaczona dla dzieci (Mode ani) brzmiała: będę robił, co tata każe i co mama każe i co każą mi dobrego zrobić wszyscy ludzie dobrzy i pobożni. Tak rodzice i wychowawcy wprowadzali stopniowo każde dziecko w życie społeczne oparte na zasadach religii. Nowonarodzeni chłopcy byli (i są do dziś) wprowadzani do wspólnoty przez obrzęd obrzezania, którego dokonywał mohel w ósmym dniu po narodzinach.
Edukacja dzieci żydowskich zaczynała się od piątego roku życia. Chłopcy uczęszczali do chederu, a dziewczęta do Bet-Jakow. Uczono się tam praw i zasad religijnych oraz historii Izraela i Żydów. Nauka ta trwała siedem lat. Odkąd dzieci rozpoczęły obowiązkową naukę w szkole powszechnej nauki w szkołach religijnych odbywały się po południu. W okresie międzywojennym zaobserwowano coraz większy udział młodzieży żydowskiej w szkołach państwowych. Wiązała się z tym zmiana obyczajów i przyzwyczajeń młodego pokolenia. Procesy te obejmowały zazwyczaj niewielką grupę młodzieży uczącej się w szkołach średnich i wyższych.

#### Gmina żydowska i jej organizacja

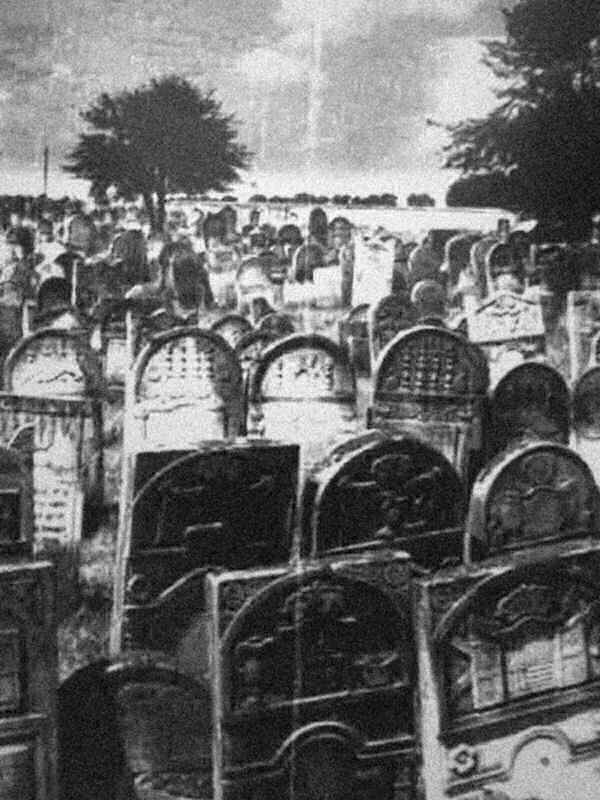
Cmentarz żydowski

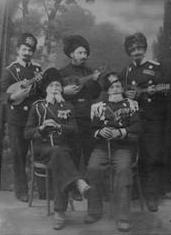
Przebierańcy święta Purim (1937)

Gminy żydowskie w II Rzeczypospolitej dzieliły się na tzw. wielkie (liczba członków pow. 5000) i mniejsze. Tutejsza gmina należała do wielkich. Na czele gminy przez cały okres międzywojenny stał rabin Chaim Rabinowicz. Dodatkowo gmina była kierowana przez zarząd i radę. Rada Gminy Żydowskiej była instytucją ustawodawczą i kontrolującą, a Zarząd wykonawczą – analogicznie do struktur stowarzyszeń. Kadencja zarówno zarządu, jak i rady trwała od 2 do 3 lat. W latach 20. w Zarządzie zasiadał prezes Abram Mosze Cytryn, wiceprezes Rachmil Chaim Bliżyński oraz Hersz Nachman Blatman, Aron Liberbaum, Wigdor Anilewicz i P. M. Herszfeld. W wyborach do władz gminy w 1931 r. najwięcej głosów oddano na wspólną listę syjonistów i Mizarchi, co dało temu blokowi pięć na dwanaście miejsc w radzie. Cztery miejsca przypadły ortodoksom, a trzy kandydatom zgłoszonym przez rabina. Kolejne wybory (1934 r.) zwyciężyła Aguda. Ostatnie wybory do rady i zarządu gminy przeprowadzone były w 1936 r. Wtedy to syjoniści zdobyli 60% miejsc w obu organach i w obydwu wygrali z ortodoksami 20 punktami procentowymi. W latach 1938–1939 prezesem zarządu był syjonista Abram Redlich, a przewodniczącym rady Mejlich Wólfowicz z Agudy. Jakiekolwiek dane z lat 30. na temat składów rad i zarządów nie są znane, ponieważ zaginęły.
Głównym źródłem dochodów gminy była składka członkowska oraz świadczenia religijne (rytualny ubój, śluby, pogrzeby, obrzezanie). Zdarzały się również darowizny. Z tych pieniędzy gmina opłacała rabina (Chaim Rabinowicz) i podrabina (L. Ch. Judman), szochetów (Mordka Bocian, Mordka Erlichman, Abram Geberman, Chaim Rotsztajn i Chaim Wajnman), kantora (Izaak Weltfrajd), mełameda, sofera (Moszek Wajcman) i szamesa. Duże koszty pochłaniało utrzymanie budynków należących do gminy: bóżnicy, synagogi, szkół (chederów, bet-jakow), ambulatorium i mykwy.

#### Aktywność polityczna

##### Żydowskie partie polityczne w Szydłowcu

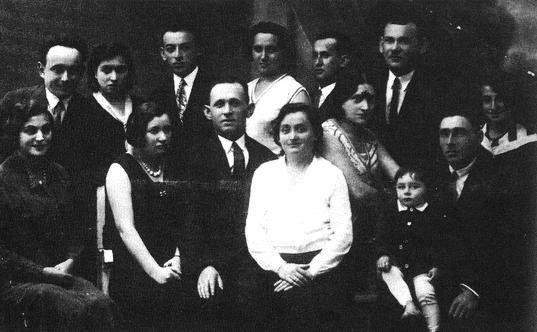
Członkowie Poalej-Syjon

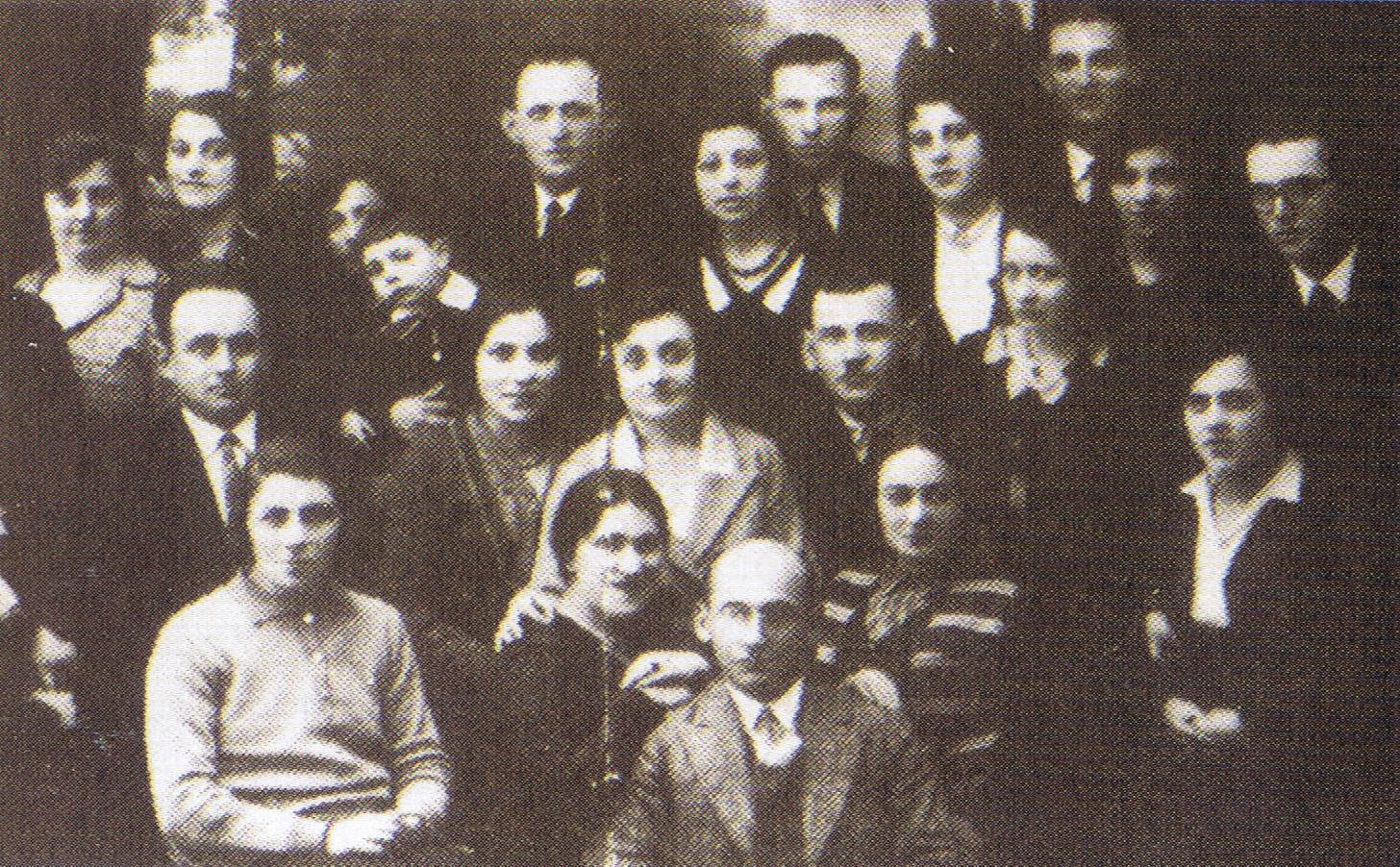
Szydłowieccy członkowie Poalej Syjon-Lewica

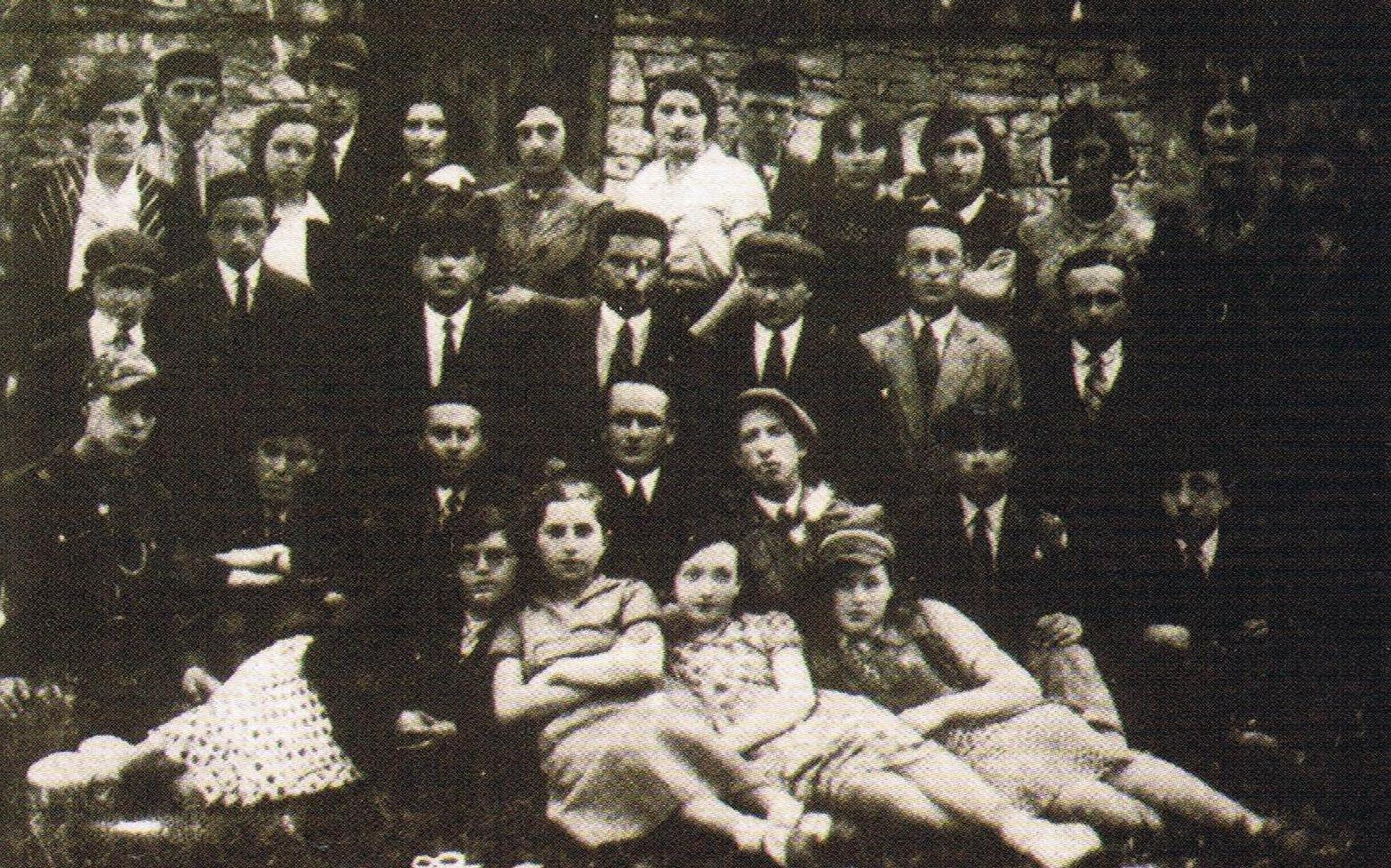
Członkowie stowarzyszenia Mizarchi

- Prąd ortodoksyjny na terenie miasta reprezentował Agudas Isroel (Związek Izraela). Cieszył się tu dużym poparciem społecznym. Jednak działalność partii ograniczała się do działań kampanii wyborczych. W 1929 szydłowiecka komórka partii zrzeszała 500 osób. Byli to Żydzi pochodzący z klasy średniej i burżuazji. Zarząd stanowili wtedy: Hejnoch Kuperman, Szlama Nauberg i Jankiel Wigdorowicz. Był to największy oddział partii w powiecie[55]. W mieście posiadała oddziały: Bnojs Agudas Isroel (dla kobiet), Poalej Agudas Isroel (robotniczy) i młodzieżówkę – Ceirej Agudas Isroel. Partia zdominowała żydowską oświatę religijną w Szydłowcu. Miała pod wpływem 2 z 3 banków w mieście: Bank Udziałowy Spółdzielczy i Bank Kredytowy[56]. Jej duży wpływ miał odzwierciedlenie w Radzie Miasta. W wyborach w 1927 r. na 13 wybranych żydów znalazło się 5 osób z AI, w 1928 było tak samo, a w roku 1934 do rady dostało się 8 członków AI (100% Żydów w radzie). Jednak wynik tych ostatnich nie oddaje rzeczywistego poparcia dla żadnej z partii, ponieważ były one zbojkotowane przez inne partii[57].
- Syjoniści na terenie miasta działali już od czasów I wojny światowej. Jednak do ok. 1925 r. nie odgrywali większej roli, mimo że syjonizm był dość popularny. Już w latach 30. w Szydłowcu istniały oddziały wszystkich ważniejszych ruchów syjonistycznych. Najważniejszym z nich była Organizacja Syjonistyczna w Polsce, która zrzeszała 200 członków. W zarządzie partii byli: Motek Ajzenberg, Lejbuś Dyment, Lejbuś Zylberman. Partia podporządkowała sobie lokalną jednostkę Żydowskiego Stowarzyszenia Kulturalno-Oświatowego Tarbut i Towarzystwo Kursów Wieczorowych.
- Bund (Ogólnopolski Związek Robotniczy Bund) to jedna z żydowskich partii socjalistycznych. Nie ma oficjalnej daty powstania struktur partii na terenie Szydłowca. Najprawdopodobniej powstała już w 1918 r.[58] W 1929 r. komórka Bundu w mieście liczyła 50 członków. Do zarządu szydłowieckiego Bundu wchodzili wtedy Szapsia Laks, Abram Laks, Abram Blicher i Szyja Opatowski. Wpływy partii rozciągały się na Stowarzyszenie Zjednoczonych Szkół Żydowskich, Stowarzyszenie Sportowe „Jutrznia” i Związek Zawodowy Robotników Przemysłu Garbarskiego, a także mniejsze wpływy na Towarzystwo Kursów Wieczorowych i Związek Zawodowy Robotników Przemysłu Skórzanego. Partia zorganizowała również w mieście swoją młodzieżówkę – Związek Młodzieży „Przyszłość” („Cukunft”). Oddział w Szydłowcu współpracował z najbliżej mu położonym oddziałem w Końskich. Obydwa należały do okręgu Bundu w Radomiu. Partia organizowała w Szydłowcu zakrojoną na szeroką skalę działalność propagandową – wydawała wiele broszur, ulotek, odezw i kilka czasopism robotniczych[59]. Organizowała wiele strajków i manifestacji, zwłaszcza w latach 30. Większość z nich miała podłoże ekonomiczne, ale silnie zaangażował się w akcję protestacyjną przeciw prześladowaniu Żydów w Niemczech. w październiku 1937 r. w ramach protestu przeciw dyskryminacji Żydów na uczelniach wyższych (getto ławkowe), Bund zorganizował w Szydłowcu kilkudniowy strajk włoski w sklepach i warsztatach żydowskich. Razem z PPS-em organizował obchody pierwszomajowe, w latach 20. rokrocznie odbywały się pochody, ale już gdy w latach 30. nie otrzymywano zgody na ich organizowanie, ograniczono się do przemówień i akademii.

##### Żydzi w samorządzie terytorialnym
Przez cały okres międzywojenny Rada Miejska w Szydłowcu liczyła 24 radnych (w chwili zaprzysiężenia), jedynie w pierwszych tygodniach niepodległego państwa Polskiego miała ich jedynie 12. Już 7 grudnia 1918 r. skład rady podwojono. Jednak nowo przyjęci radni nie byli wyłaniani w drodze wyborów a porozumienia między lokalnymi ugrupowaniami i stowarzyszeniami. Połowa z dołączonych radnych była Żydami. W marcu 1920 r. odbyły się nowe wybory. W radzie znalazło się po 12 Polaków i Żydów. Radni, najczęściej poprzez zmianę miejsca zamieszkania, zrzekali się mandatów. Tak więc skład Rady Miejskiej ciągle się zmieniał. Odbyte 7 lat później wybory samorządowe. Może było to spowodowane zakończeniem kadencji, ale nadrzędnym powodem do przeprowadzenia wyborów było znaczne zmniejszenie liczby radnych. W nowej radzie znalazło się aż 13 Żydów na 24 radnych (54%). Fakt ten wraz z nieprawidłowościami panującymi w magistracie, spowodował niezadowolenie wśród obywateli miasta (na ogół Polaków). Domagali się oni od wojewody kieleckiego wyznaczenia dla miasta komisarza rządowego i jego radę pomocniczą. Lecz wojewoda nie przychylił się do prośby mieszkańców i zwlekał z podjęciem decyzji, aż musiał ustąpić ze stanowiska. Jego następca, Władysław Korsak, zarządził rozpisanie nowych wyborów dla miasta Szydłowiec, które odbyły się 24 czerwca 1928 r. Jednak zakłócenia, które miały miejsce w tym dniu spowodowały przesunięcie terminu wyborów na 4 listopada. W ich wyniku 11 mandatów otrzymali Polacy, a 13 Żydzi. Kolejne wybory odbyły się 27 maja 1934 r. Były one zbojkotowane przez polskie partie antysanacyjne i część partii żydowskich. Dlatego najwięcej, bo 16 mandatów (67%) otrzymał BBWR. Żydzi otrzymali w sumie 8 mandatów, ale i tak byli rozdrobnieni na trzy ugrupowania. Już rok po wyborach rada stopniała o 5 członków. W jej skład wchodziło wtedy 8 Żydów. Następne wybory do samorządu (lipiec 1935) wyłoniły następujący skład rady: BBWR – 5 mandatów, Bund – 2 mandaty i reszta Żydów – 4. Ostatnie wybory samorządowe na terenie Szydłowca odbyły się 21 maja 1931 r. Wtedy do rady wszedł tylko jeden Żyd.
W okresie II RP Żydzi sprawowali funkcje nie tylko w Radzie Miejskiej. Co prawda nigdy nie byli burmistrzami, ani wiceburmistrzami Szydłowca, ale zawsze co najmniej jeden Żyd był członkiem Zarządu Miasta. Pierwszym z ławników żydowskich był Izaak Pinkiert (od 1922 r.), później (1924–1925) ławnikiem był Chaim Rozenberg. Od 1927 r. w Zarządzie zasiadało dwóch Żydów: Abram Cytryn i Rachmil Grynberg. Od 1929 r. funkcję ławnika nadal sprawował A. Cytryn i nowy ławnik Abram Blicher. W ostatnim zarządzie funkcję tę pełnił nadal, tym razem jako jedyny, Abram Cytryn.

### II wojna światowa (1939–1945)

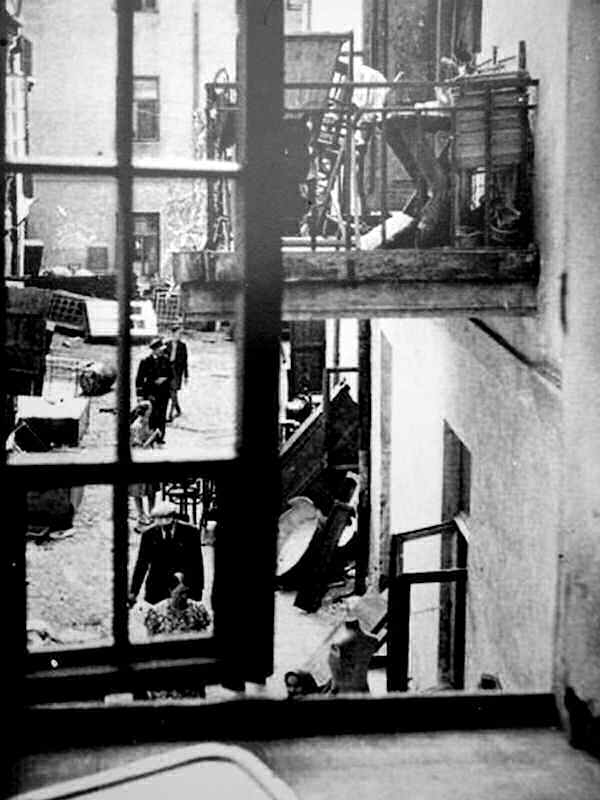
Masowe ucieczki Żydów z okupowanego Szydłowca

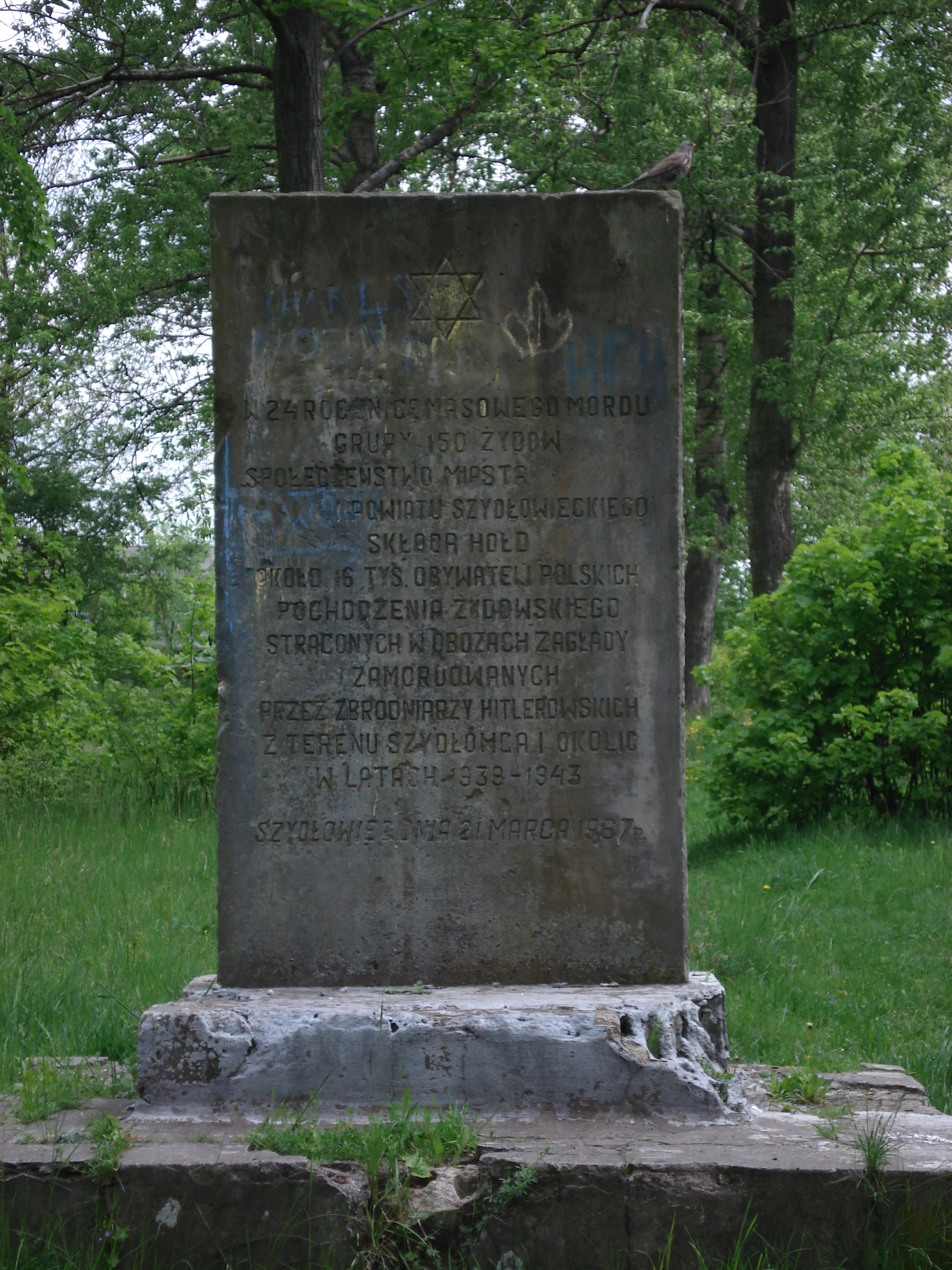
Pomnik ku czci zamordowanych w czasie wojny

Liczbę Żydów na terenie Szydłowca 1 września 1939 r. szacuje się na 7200 osób. Należy się jednak liczyć z faktem, że blisko 200–300 starozakonnych opuściło miasto w czasie kampanii wrześniowej. Było to związane m.in. z poborem do wojska, jak i strachem przed hitlerowcami. Wielu Żydów zostało również wcielonych do wojska, jednak nie jest znana ich konkretna liczba. Wiadomo tylko tyle, że przebywali później w obozie jenieckim w Moosburgu. Szydłowiec został zajęty przez wojska niemieckie 8 września 1939 r. Natychmiast po wkroczeniu do miasta Wehrmachtu, niemieccy żołnierze rozpoczęli prześladowania Żydów. Przykładowo było to zmuszanie żydowskich szydłowian do zamiatania miejskich ulic w szatach religijnych. Wskutek powstania Generalnego Gubernatorstwa Szydłowiec znalazł się w pow. radomskim, dystryktu Radom.

#### Represje

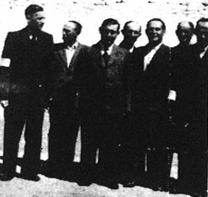
Członkowie Judenratu w Szydłowcu

Pierwsze prawnie uregulowane restrykcje ludności żydowskiej były jednakowe dla całej GG. Na początku 1940 r. zamknięto żydowską szkołę wyznaniową oraz synagogi. Urządzono tam składy broni i inne magazyny wojskowe. Spowodowało to zanik życia publicznego Żydów w Szydłowcu. Zaś w miejsce zlikwidowanej Gminy Wyznaniowej Niemcy powołali Żydowską Radę Starszych dla Szydłowca, która urzędowała w Domu pod Dębem. Coraz bardziej pogłębiały się ogólnoniemieckie prześladowania Żydów. W tym samym roku III Rzesza przejęła wszystkie nieruchomości żydowskie. Umożliwiło to szacunek ich wartości i właściwą konfiskatę. Jako pretekst posłużyło ubezpieczenie mienia nieruchomego przed zniszczeniami wojennymi. Doprowadziło to do znacznego zubożenia, na ogół bogatego przed wojną, społeczeństwa żydowskiego. Najwyższe „świadczenie” wynosiło 2 mln zł respektowane w całym Dystrykcie Radomskim już w roku 1939.
Okupanci organizowali łapanki na terenie całego miasta, najczęściej na Pradze. W wyniku tych działań Żydzi początkowo sprzątali doraźnie miasto i uczestniczyli w pracach remontowych urzędów administracji i infrastruktury Wehrmachtu w Radomiu. Także z tego samego powodu Żydzi tworzyli zbędne umocnienia w okolicy, które później rozbierali. Według rozporządzeń hitlerowskich wiek produkcyjny Żydów rozciągał się od 14 do 60 roku życia. Doprowadziło to do częstych zgonów w miejscu pracy spowodowanych wycieńczeniem i brakiem opieki lekarskiej. W późniejszym okresie organizowano wywozy do pracy obozowej w Niemczech, czym zajmował się paradoksalnie Wydział Pracy Żydowskiej Rady Starszych. Według ustalonych przez niego rozporządzeń, każdy Żyd zamieszkujący gminę Szydłowiec musiał obowiązkowo odpracować jeden dzień w tygodniu. W okresie okupacji do tego celu służyły znacjonalizowane garbarnie i guzikarnia w Szydłowcu. Każdej okupacyjnej zimy setki Żydów z Szydłowca brały udział przy całodziennym odśnieżaniu trasy tranzytowej Warszawa-Radom-Kielce. Ludność żydowska pracowała również w obozach pracy przymusowej na terenie Dystryktu Radomskiego. Latem 1941 r. ponad 100 Żydów pracowało w kamieniołomach w Zdziechowie i Wiśniówce.
W porównaniu z następnymi rozporządzeniami była to względnie lekka praca. Bowiem w sierpniu 1940 r. administracja okupacyjna wydała dekret o masowej wysyłce Żydów do obozów pracy. Skierowano ich wtedy razem z Żydami z dystryktów radomskiego i warszawskiego do obozów na Lubelszczyźnie (głównie do Treblinki). W ramach tej akcji żołnierze wyciągali zarówno mężczyzn, jak i kobiety z dziećmi z domów. Kolejną grupę Żydów skierowano do prac regulacji rzeki w Józefowie nad Wisłą. Warunki pracy tamtejszych robotników urągały podstawowej godności ludzkiej. Obóz był tak zaniedbany, że dochodziło tam nawet do epidemii (tyfus, czerwonka), co nie miało miejsca w innych obozach. Do czasu likwidacji obozu w 1942 r. przebywali tam Żydzi z Szydłowca. Można przypuszczać, że nieliczne jednostki zostały zwolnione do domów, jednak większość pracowników została skierowana w inne miejsce.

#### Życie codzienne pod okupacją
Ponieważ Żydzi w myśl podstawowych zasad ideologii nazistowskiej byli pozbawieni wszelkich praw, okupant bezwzględnie ich wykorzystywał. Ta sytuacja powodowała daleko idące konsekwencje dla życia codziennego. W pierwszych miesiącach okupacji (do upadku Francji) w Szydłowcu panował optymizm i wiara w rychłe zakończenie wojny. Początkowo Żydzi nie przywiązywali również wagi do antysemityzmu ze strony okupanta. Wszystkie jego przejawy były obracane w żart. Popularne było przysłowie Men ot zejn in dred, men wet zej zo wi zo iberleben (co znaczy: mamy ich w ziemi, tak i tak ich przeżyjemy). Z biegiem czasu optymizm ten wygasał. Reakcją na nasilające się prześladowania była m.in. wzmożona aktywność religijna Żydów i powszechne przekonanie, że życie w mocnej wierze jest jedynym sposobem przetrwania. Takie zachowanie miało swoich wyznawców nawet wśród członków i sympatyków Bundu i innych organizacji socjalistycznych. Miało to swoje apogeum po przybyciu ortodoksyjnych chasydów z Kresów Wschodnich. Propagowane przez nich idee zyskały w Szydłowcu wielu zwolenników.
Jednym z przejawów wojny było wzmożenie zawierania małżeństw, zwłaszcza wśród starozakonnych. Większość z nich miała charakter fikcyjny. Było to spowodowane działaniami na rzecz uchronienia młodych kawalerów przed pracą przymusową w Rzeszy, gdyż odtąd stawali się jedynymi żywicielami rodziny. Również w Szydłowcu Niemcy wprowadzili zakaz rozmnażania się Żydów, co spowodowało brak narodzin. Nie zachowały się jednak żadne źródła oficjalnie dokumentujące to zjawisko. Można przypuszczać, że na terenie miasta działało tajne nauczanie ludności żydowskiej, zwłaszcza religijne, ale musiało obejmować wąskie, wtajemniczone kręgi osób.
W czasie okupacji nastąpiło wywrócenie dotychczasowego układu społecznego. Na wyżyny wywiodła się grupa obrotnych przedsiębiorców, często wywodzących się z dawnego tzw. marginesu społecznego. Dzięki handlowi na czarnym rynku grupa ta szybko się wzbogaciła. Osoby nieekonomiczne, wcześniej bogaci mieszczanie i pracownicy umysłowi musieli podjąć pracę fizyczną. Nie byli jednak do tego przygotowani. O wiele niższe zarobki sprawiły, że warstwy te zubożały, niektórzy zostali zmuszeni nawet do żebrania. W każdej żydowskiej rodzinie codziennie powstawał problem pozyskania żywności i podstawowych środków do życia. Uzyskanie potrzebnych dochodów zawsze wiązało się z nielegalną pracą lub handlem artykułami zakazanymi przez okupanta. Z nielegalnych profesji w Szydłowcu rozwinęły się głównie: garbarstwo, młynarstwo i wypiek chleba.

#### Getto

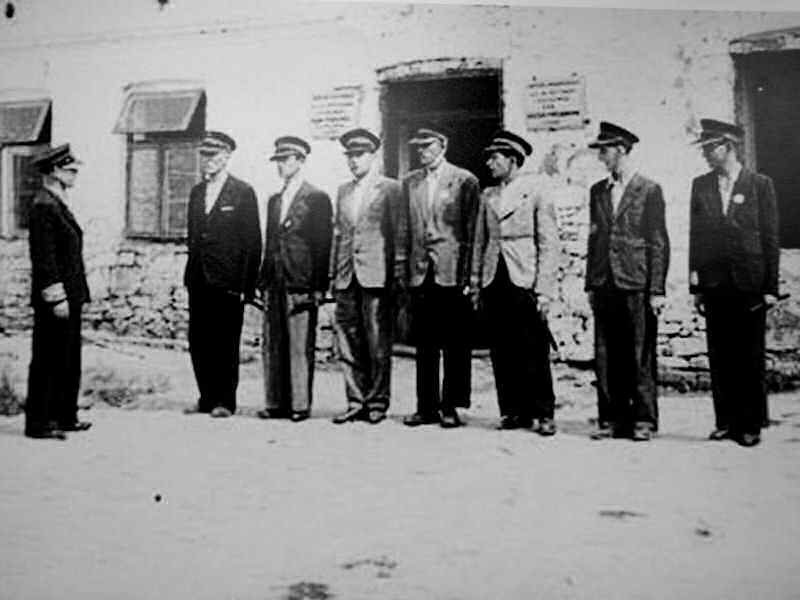
Zbiórka Jüdischer Ordnungsdienst

Deportacje i wysiedlenia nie pozbyły się Żydów z terenu powiatu radomskiego. Ciągłe łapanki przyczyniły się do ucieczek z miasta i osadzania się Żydów na wsi oraz ukrywania się w okolicznych lasach (także tworzenia się partyzantki judo-socjalistycznej). Wcześniej Szydłowiec pełnił funkcje dość spokojnego i uprzywilejowanego miasta jak na życie wojenne i okupacyjne. Jednak kiedy w II połowie 1942 r. do Szydłowca dotarły wieści o falowych likwidacjach gett na terenie całego Generalnego Gubernatorstwa, miasto dotknęła wizja getta żydowskiego. Powstało ono w sierpniu 1942 r. Ponieważ w czasie wojny Żydzi zamieszkiwali wszystkie dzielnice Szydłowca i byli w mieście większością utworzono getto na terenie całego miasta. Jednak z czasem, gdy w Skarżysku-Kamiennej powstał posterunek gestapo, Judenrat podjął decyzję o wprowadzeniu zmian. Optymistyczne nastroje, powszechna nadzieja na szybkie zakończenie wojny i wyzwolenie Polski spod okupacji, jakie dominowały w Szydłowcu jeszcze do końca 1942 r., pociągały członków tej organizacji do wiary w propagandowe zapewnienia dygnitarzy hitlerowskich. Dlatego bez większego oporu zgodzono się, na wytyczenie mniejszego obszaru getta na Skałce i Pradze.
Optymizm szybko stopniał wraz z kolejną falą likwidacji gett, w wyniku czego wielu Żydów z dawnego województwa kieleckiego trafiło do Szydłowca. Aby przyspieszyć dalszą eksterminację Żydów, mniejsze ich skupiska przesiedlano do większych w pobliżu stacji i torów kolejowych. Tak więc do Szydłowca przywieziono Żydów z Wolanowa, Wierzbicy i Skaryszewa. W ten sposób liczba ludności w getcie podniosła się do 16 300 i znacznie przewyższyła przedwojenną populację miasta. Getto nie było ogrodzone, jednak na rogatkach miasta stacjonowały oddziały gestapo. Likwidacja odbyła się 23 września 1942 r. Zwarty kordon wojsk i oddziałów SS skoncentrował Żydów na pl. Wolności, po czym kolumnę zgromadzonych, przepędzono przez ulice: Radomską, Rynek, Kielecką i Kolejową do oddalonego o 6 km od miejsca koncentracji dworca kolejowego w Sadku. Wszyscy ci, którzy nie byli w stanie w miarę szybko samodzielnie pomaszerować na stację, zostali wymordowani po drodze (również kuracjusze szpitala w getcie). Ulica Kolejowa w Szydłowcu otrzymała po tych wydarzeniach miano „krwawej drogi”. Szacuje się, że podczas wysiedlenia zginęło ok. 200 Żydów, jednak szacunki te są niepełne.

#### Żydzi a Polacy w czasie wojny
W porównaniu z innymi żydowskimi diasporami w dystrykcie radomskim, w Szydłowcu panował liberalny stosunek okupanta do Żydów. To, oraz brak przez wiele miesięcy okupacji właściwego getta, spowodowało, że Żydzi tylko częściowo byli izolowani od ludności polskiej. Stosowana przez Niemców kara śmierci za jakąkolwiek pomoc Żydom powodowała, że stosunek do prześladowania starozakonnych był jedynie kwestią osobistą. Na terenie całego Generalnego Gubernatorstwa, a zapewne i w Szydłowcu, nieuniknione było zaistnienie zjawisk negatywnych, zwłaszcza wykorzystywania przez Polaków trudnej sytuacji żydowskich sąsiadów. Przejawiało się to m.in. w wykupywaniu po zaniżonych cenach, często za bezcen, mienia, lub też wymieniania go na żywność. Wielu okazało jednak wielki humanitaryzm. Nieśli oni bezinteresowną pomoc, zaczynając na finansowej, a skończywszy na ukrywaniu Żydów, narażając tym życie własne i swoich najbliższych. Nie było ich dużo w samym mieście, ale ożywioną działalność w tej dziedzinie wykazywali mieszkańcy okolicznych wsi (np.: Cukrówka, Korzyce, Szydłówek, Zaława).

### Czasy powojenne

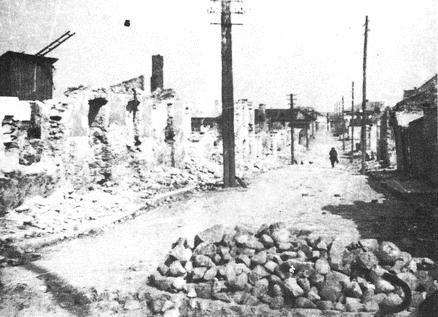
Zniszczenia wojenne – ul. Radomska

16 stycznia 1945 r. Szydłowiec został zajęty przez Armię Czerwoną, co pozwoliło na powrót do miasta i wyjście z konspiracji ukrywających się Żydów. Kilka tygodni po zakończeniu niemieckiej okupacji w mieście przebywało 106 osób tej narodowości. Znajdowali się oni w bardzo opłakanym stanie. Dlatego przebywający w Szydłowcu starozakonni założyli Komitet Pomocy Żydom (KPŻ), który nawiązał współpracę z okręgowym komitetem w Radomiu, podporządkowanym CKPŻ w Polsce. Wszyscy przebywający w Szydłowcu Żydzi zebrani na walnym zgromadzeniu wybrali władze komitetu, czyli zarząd, składający się z sześciu członków.
Pierwszą uchwałą jaką podjęto było utworzenie stołówki. Miano tam wydawać posiłki dla wszystkich Żydów przebywających w mieście. Przystąpiono także do przydziałów ubrań. Bank Odzieży otrzymywał niewiele, w porównaniu z potrzebami: kilka par butów, skarpet i pończoch. Mieszkający w mieście Żydzi, mimo że w większości mieli pracę (67%), nie posiadali własnych maszyn, ani nie mieli pieniędzy na ich wypożyczenie, tak więc znaczna część ludności żydowskiej nie mogła zarobić na swoje utrzymanie. Zwracali się o pomoc do KPŻ, która i tak nie mogła im pomóc ze względu na małe środki. W lutym 1945 zarówno pustostany, jak i domy zamieszkane zostały przejęte przez Zarząd Miejski (jako reprezentant TZP). Na początku 1946 r. w Szydłowcu przeprowadzono spis ludności. Mieszkało tam wtedy 4200 osób. Wszyscy określili swoją narodowość jako polską.

## Dziedzictwo żydowskie

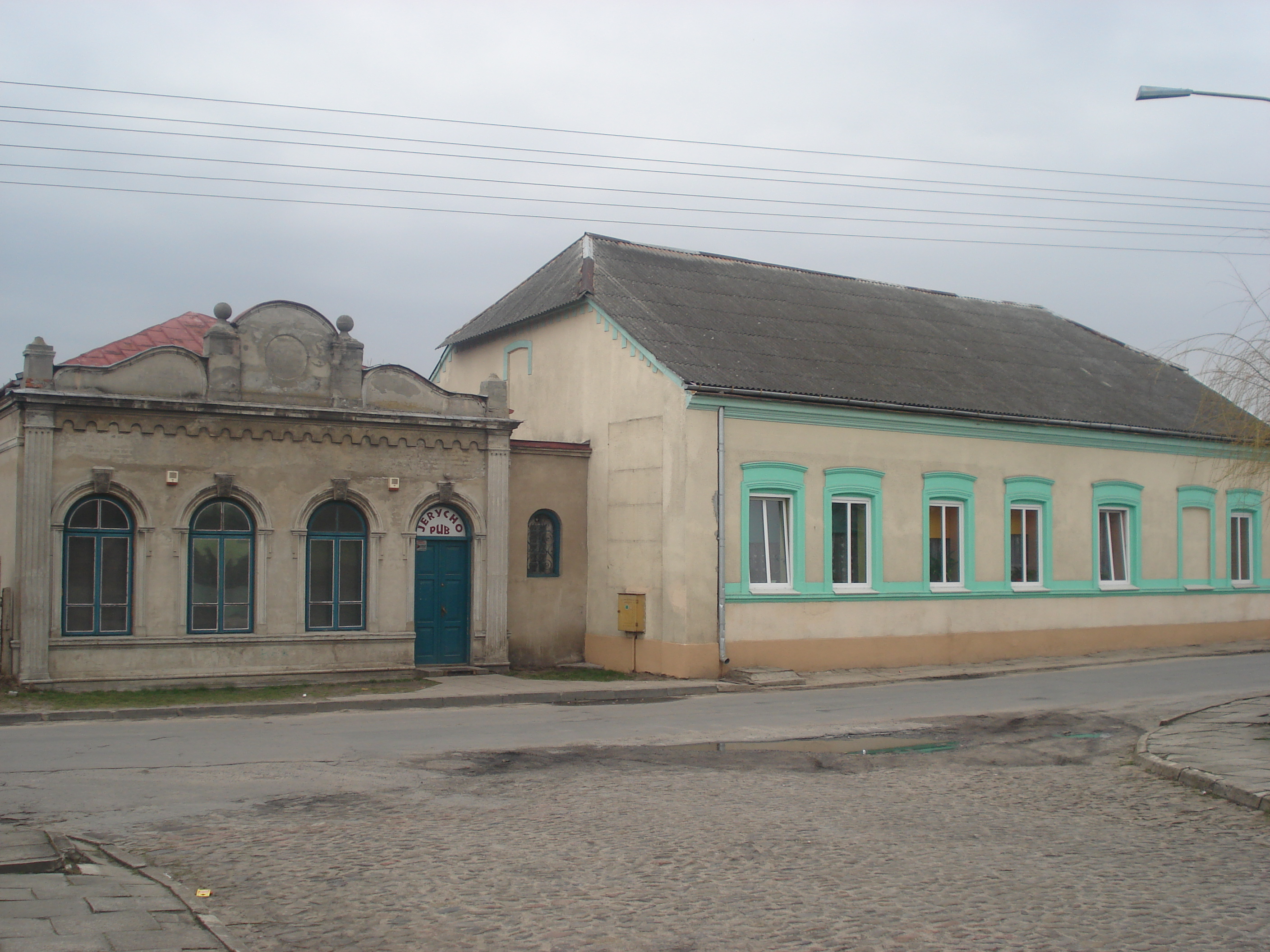
Synagoga Garbarska

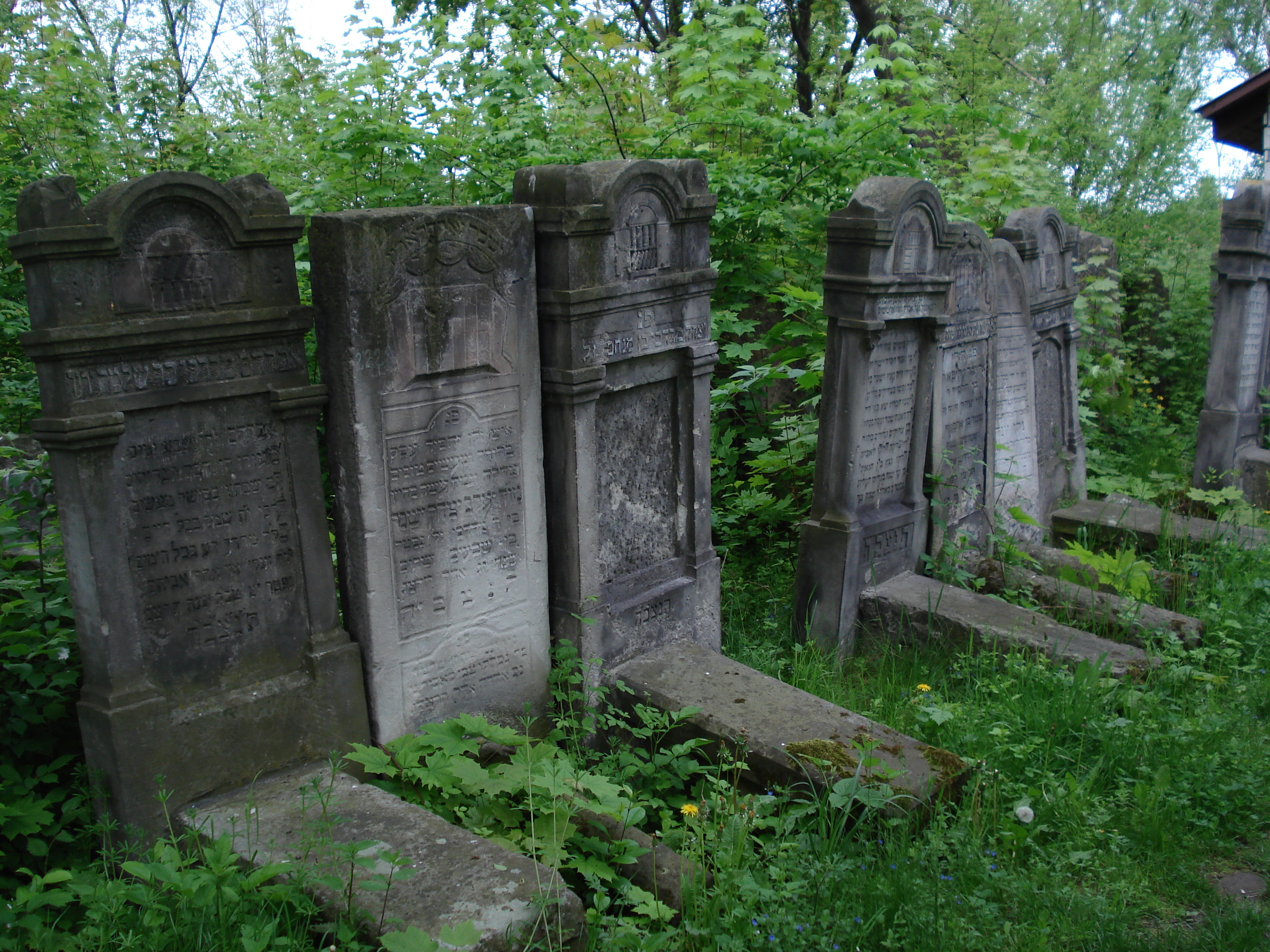
Kirkut

Po wielowiekowej historii żydowskiej diaspory w Szydłowcu pozostał niemały dorobek, liczne wspomnienia, obiekty oraz ślady pamięci. W dniu dzisiejszym lokalne instytucje kultury starają się odtworzyć chociaż część tego dziedzictwa, organizując dni kultury żydowskiej, dni pamięci czy sesje popularnonaukowe.
Świadectwem kilkuwiekowej obecności Żydów w Szydłowcu jest zachowana jedna z trzech części kirkutu, synagoga garbarska z domem garbarskim i kuczką oraz liczne domy pożydowskie.

### Obiekty
Kirkut szydłowiecki znajduje się u zbiegu ul. Wschodniej i Staszica, jest to jeden z największych zachowanych cmentarzy żydowskich w Polsce. W czasie inwentaryzacji przeprowadzonych w 1979–'80 i 1987 doliczono się na tym rozległym obszarze ok. 3100 nagrobków z 1831–1942. W 2000 z inicjatywy B. Yaari Walda sporządzono kolejną dokumentację, której wyniki zostały opublikowane. W 1967 władze miasta postawiły na cmentarzu pomnik upamiętniający pomordowanych w czasie II wojny światowej Żydów. W 2005 z inicjatywy rodziny Rabinowiczów wybudowano tu ohel, w którym znajdują się pochówki czterech rabinów i cadyka.
Na wykonanych z miejscowego piaskowca macewach znajdują się inskrypcje i tradycyjne symbole piktograficzne. Stan zachowania tych nagrobków jest różny. Na tym terenie znajdują się macewy przeniesione pod koniec 50. XX w. z dwóch starszych części cmentarza. Oznacza to, iż szydłowiecki kirkut stanowi również lapidarium.
Synagoga Garbarska wzniesiona przez N. Ejsenberga, zbudowana w stylu klasycystycznym jest świadectwem chasydzkiej religijności żydowskiej burżuazji zamieszkałej w Szydłowcu. Bóżnica sąsiaduje z domem mieszkalnym, do którego dobudowano niewidoczną od ulicy kuczkę. Kuczka jest bogato zdobiona polichromią, jest to jeden z niewielu tego typów obiektów na ziemiach polskich. Od 2009 mieści się tam Ośrodek Edukacyjno-Kulturalny „Szydłowiecki Sztetl” zajmujący się żydowskim dziedzictwem Szydłowca.

### Uroczystości
- „Mazel Tow” – Dzień Kultury Żydowskiej, organizowany przez Szydłowieckie Centrum Kultury od 2003 roku, dzięki inicjatywie pani Zdzisławy Lorenc-Hanusz. Impreza jest częścią kalendarza cyklicznych imprez kulturalnych miasta. Podczas tego święta odbywają się między innymi konkurs poezji i pieśni żydowskiej, konkurs literacki „Ocalić od zapomnienia”, prezentacja zbiorów ekspozycji muzealnej, degustacja potraw kuchni żydowskiej, spektakle teatralne oraz koncerty muzyki mozaistycznej oraz warsztaty taneczne.